# Нарасімха III
Нарасімха III (д/н — бл. 1292) — магараджахіраджа Держави Хойсалів у 1263—1292 роках. Відбувається політичний та економічний занепад.

## Життєпис
Син Віра Сомешвари. Ймовірно на початку 1250-х років брав участь у війні проти Сеунів. 1254 року призначено намісником північних земель. Близько 1263 року після загибелі батька оголосив себе новим володарем держави. Наразився на спротив брата Раманатхи, який був намісником півдня й керував з Вікрамапури (Каннанура). Проте на той час більшість південних володінь Хойсалів захопила держава Пандья. В результаті Нарасімхі III з самого початку довелося протистояти братові, Пандья, зберігалася загроза з боку Держав Сеунів і Кадава. Втім невдовзі Пандья, Кадава і Какатіїв вступили у протистояння між собою, чим допомогли правителю Хойсалів приборкати брата, що визнав владу Нарасімхи III.
1266 року проти нього виступив Махадева, чакравартін Держави Сеунів, якому завдано поразки. Нарасімха III рушив на північ, спричинивши повстання залежних від Сеунів держав, але домігся корінного успіху.
На початку 1270-х років починає нову війну проти Маравармана Куласекари Пандьї I, володаря Держави Пандья. У 1275 році на боці останнього виступив Рамачандра, чакравартін держави Сеунів. 1276 року Нарасімха III зазнав нищівної поразки від сеунської армії й лише мужня оборона столиці Дварасамдри врятувала ситуацію. Втім це істотно послабило потугу Хойсалів. 1279 року хойсальське військо переміг Пандья. В результаті покладено край амбіціям декількох правителів Хойсалів панувати на півдні Індостану. Відтоді встановлюється паритет Хойсалів з Сеунами і Пандья. До кінця панування Нарасімха III зберігав мир з цими державами. Разом з тим з цього часу його брат Раманатха став незалежним.
Невдачі агресивної зовнішньої політики (втрата Керали та короткочасна зверхність над магараджами Гоа), розпад держави на північну та південну збігся з негативними економічними обставинами, спричиненими грабунками власних земель Хойсалів ворожими арміями протягом тривалого періоду та встановленням фактичної монополії арабських купців на зовнішню торгівлю. Такі обставини відбилися на припиненні фундування нових храмів. Нарасімха III витрачав лише кошти на їх утриманні в належному стані.
Помер близько 1292 року. Йому спадкував син Віра Балала III.